# Bertie Reed
Pour les articles homonymes, voir Reed.
Stanley John Reed dit Bertie Reed, né le 19 janvier 1943 à Port Elizabeth et mort le 18 décembre 2006 au Cap, est un skipper sud-africain.

## Biographie
Bertie Reed a effectué trois tours du monde à la voile en solitaire.
Il s'est fait connaître par le sauvetage de son compatriote John Martin. Le bateau de ce dernier avait coulé après un contact avec un iceberg dans les mers du Sud pendant le BOC Challenge 1990-1991.
Bertie Reed est mort le 18 décembre 2006 à l'âge de 63 ans, atteint d'un cancer du foie. Il est admis dans un hôpital du Cap quelques heures avant sa mort.